# Malaxis steyermarkii
Malaxis steyermarkii är en orkidéart som beskrevs av Donovan Stewart Correll. Malaxis steyermarkii ingår i släktet knottblomstersläktet, och familjen orkidéer. Inga underarter finns listade i Catalogue of Life.